# Borden Chase
Borden Chase (eigentlich Frank Fowler; * 11. Januar 1900 in New York, NY; † 8. März 1971 in Kalifornien) war ein US-amerikanischer Drehbuchautor.

## Leben
Als Frank Fowler geboren, boxte sich Chase mit diversen Gelegenheitsjobs durch, ehe er sich dem Schreiben widmete. Beispielsweise war er Fahrer für den New Yorker Gangster Frankie Yale und arbeitete als Tunnelarbeiter am Bau des New Yorker Holland-Tunnels mit. Am Anfang seiner Autorenkarriere schrieb er Kurzgeschichten und Novellen.
Im Jahr 1935 produzierte das Filmstudio 20th Century Fox den Film Under Pressure nach der Novelle Sandhog von Borden Chase. Diese verarbeitete seine Erfahrungen aus der Zeit, als er im Holland-Tunnel beschäftigt war. Kurz darauf zog er nach Hollywood und änderte seinen Namen in Borden Chase. Die Inspiration für diesen Namen kam einerseits vom amerikanischen Milchproduzenten „Borden Milk Products“, andererseits von der Chase Manhattan Bank.
Im Jahr 1942 lieferte Chase die Geschichte für Anthony Manns ersten Film Dr. Broadway, doch erst die Drehbücher für Manns folgende Filme wie Winchester ’73 oder Meuterei am Schlangenfluß brachten ihm den Durchbruch. Für Howard Hawks’ Red River erhielt er 1949 eine Oscar-Nominierung für das Beste Originaldrehbuch.
Chase war aktives Mitglied in der 1944 gegründeten, antikommunistischen Motion Picture Alliance for the Preservation of American Ideals, eines Zusammenschlusses von Filmschaffenden, dessen Aktivitäten unter anderem zur Anklage der Hollywood Ten führte.

## Familie
Borden Chase hat eine Tochter, Barrie Chase, die von Beruf Tänzerin ist. Sein Sohn Frank Chase war Schauspieler und Drehbuchautor.

## Filmografie (Auswahl)
Drehbuch
- 1942: Dr. Broadway
- 1944: Alarm im Pazifik (The Fighting Seabees)
- 1945: San Francisco Lilly (Flame of Barbary Coast)
- 1946: Ich hab dich immer geliebt (I’ve always loved you)
- 1947: Tycoon
- 1948: Red River
- 1950: Winchester ’73
- 1950: Juwelenraub um Mitternacht (The great Jewel Robber)
- 1950: Montana
- 1951: Ausgezählt (Iron Man)
- 1952: Mann gegen Mann (Lone Star)
- 1952: Meuterei am Schlangenfluß (Bend of the River)
- 1952: Sturmfahrt nach Alaska (The World in His Arms)
- 1953: Im Schatten des Korsen (Sea Devils)
- 1954: Weißer Herrscher über Tonga (His Majesty O’Keefe)
- 1954: Über den Todespaß (The Far Country)
- 1955: Mit stahlharter Faust (Man without a Star)
- 1956: Das Geheimnis der fünf Gräber (Backlash)
- 1957: Die Uhr ist abgelaufen (Night Passage)
- 1958: Der weiße Teufel von Arkansas (Ride a Crooked Trail)
- 1962: Meuterei auf der Bounty (ungenannt)
- 1963: Pulverdampf in Casa Grande (Gunfighters of Casa Grande)
- 1965: Gefährlicher Auftrag (Backtrack)
- 1968: Sein Name war Gannon (A Man called Gannon)

Literarische Vorlage
- 1954: Vera Cruz
- 1988: Red River

## Weblink
- Borden Chase bei IMDb

| Personendaten    | Personendaten                   |
| ---------------- | ------------------------------- |
| NAME             | Chase, Borden                   |
| ALTERNATIVNAMEN  | Fowler, Frank (wirklicher Name) |
| KURZBESCHREIBUNG | US-amerikanischer Drehbuchautor |
| GEBURTSDATUM     | 11. Januar 1900                 |
| GEBURTSORT       | New York, NY                    |
| STERBEDATUM      | 8. März 1971                    |
| STERBEORT        | Kalifornien                     |